# Годзила (филм, 1998)
Годзила (на английски език - Godzilla) е американски филм от 1998 година, създаден по японския сериал със същото име и едноименния филм от 1954 година.
Режисьор е Роланд Емерих, а сценарист на фиулма е Дийн  Девлин.

## Сюжет
През 1998 година Емерих опитва да повтори успеха на успешния си и много касов филм – „Денят на независимостта“, пренасяйки на американска територия култовата японска история за радиоактивното чудовище Годзила. В японската версия на филма чудовището се появява вследствие на бомбардировките над Хирошима и Нагазаки през Втората световна война.
Във версията на Емерих, Годзила е мутирал гущер от района на Френска Полинезия, където в средата на ХХ век се провеждат ядрени опити от френската армия. В сюжета на филма чудовището преминава разстоянието до Ню Йорк, където се настанява в тунелите на метрото и се приготвя да снесе яйца в залата „Медисън Скуеър Гардън“.
За борба с чудовището е изпратена тайна бойна група от френското разузнаване, задействани са ВВС и ВМС на САЩ.

## Актьорски състав
| Актьор         | Роля                      |
| -------------- | ------------------------- |
| Матю Бродерик  | д-р Нико Татопулос        |
| Жан Рено       | Филип Роше                |
| Мария Питило   | Одри Тимъндс              |
| Ханк Азария    | Виктор Палоти             |
| Кевин Дън      | полковник Хикс            |
| Майкъл Лърнър  | кмет Еберт                |
| Хари Шиърър    | Чарлз Кайман              |
| Арабела Фийлд  | Луси Палоти               |
| Вики Луис      | д-р Елси Чапман           |
| Лори Голдман   | Джийн                     |
| Дъг Савант     | сержант О'Нийл            |
| Малкълм Данаре | д-р Мендел Крейвън        |
| Ралф Манза     | „рибар Джо“               |
| Глен Моршауър  | Кайл Терингтън            |
| Крис Елис      | генерал Хънтър Андерсън   |
| Ричард Гант    | адмирал Фелпс             |
| Клайд Кусацу   | капитан на японски танкер |
| Нанси Картрайт | секретарката на Кайман    |
| Кърт Карли     | Годзила (фигура)          |

## Интересни факти
- Бюджетът на филма е около 130 млн. долара, като въпреки очакванията, филмът не печели толкова голяма популярност, но все пак достига приходи в световен мащаб от над 350 млн. долара.